# IC 903
IC 903 је спирална галаксија у сазвјежђу Дјевица која се налази на листи објеката дубоког неба у Индекс каталогу.
Деклинација објекта је - 0° 13' 39" а ректасцензија 13h 38m 26,1s. Привидна величина (магнитуда) објекта IC 903 износи 13,6 а фотографска магнитуда 14,4. IC 903 је још познат и под ознакама UGC 8625, MCG 0-35-13, CGCG 17-45, PGC 48207.